# お熱い夜をあなたに
『お熱い夜をあなたに』（おあついよるをあなたに、Avanti!）は、1972年公開のビリー・ワイルダー監督のロマンティック・コメディ映画である。
主演のジャック・レモンがゴールデングローブ賞 主演男優賞 (ミュージカル・コメディ部門)を受賞した。

## キャスト
| 役名                 | 俳優                       | 日本語吹替                         |
| 役名                 | 俳優                       | TBS版                              |
| -------------------- | -------------------------- | ---------------------------------- |
| ウェンデル           | ジャック・レモン           | 愛川欽也                           |
| パミラ・ピゴット     | ジュリエット・ミルズ       | 二階堂有希子                       |
| カルロ・カールッチ   | クライヴ・レヴィル         | 小松方正                           |
| J・J・ブロジェット   | エドワード・アンドリュース | 滝口順平                           |
| ブルーノ             | ジャンフランコ・バラ       | 緑川稔                             |
| アーノルド・トロッタ | フランコ・アングリサーノ   |                                    |
| マタラッツォ         | ピッポ・フランコ           |                                    |
| アルマンド・トロッタ | フランコ・アカンポラ       | 納谷六朗                           |
| アンナ               | ジゼルダ・カストリーニ     | 高畑淳子                           |
| チプリアーニ         | リノ・コレッタ             |                                    |
| フライシュマン博士   | ハリー・レイ               |                                    |
| 不明 その他          |                            | 小出和明 長堀芳夫                  |
| 日本語スタッフ       |                            |                                    |
| 演出                 | 演出                       | 中野寛次                           |
| 翻訳                 | 翻訳                       | 森みさ                             |
| 効果                 |                            |                                    |
| 調整                 |                            |                                    |
| 制作                 | 制作                       | 東北新社                           |
| 解説                 | 解説                       | 荻昌弘                             |
| 初回放送             | 初回放送                   | 1978年1月30日 『月曜ロードショー』 |

※日本語吹替は正味約75分がDVD収録

## 受賞とノミネート
| 映画祭・賞           | 部門                                        | 候補                                      | 結果       |
| -------------------- | ------------------------------------------- | ----------------------------------------- | ---------- |
| ゴールデングローブ賞 | 作品賞 (ミュージカル・コメディ部門)         | 『お熱い夜をあなたに』                    | ノミネート |
| ゴールデングローブ賞 | 監督賞                                      | ビリー・ワイルダー                        | ノミネート |
| ゴールデングローブ賞 | 映画主演男優賞 (ミュージカル・コメディ部門) | ジャック・レモン                          | 受賞       |
| ゴールデングローブ賞 | 映画主演女優賞 (ミュージカル・コメディ部門) | ジュリエット・ミルズ                      | ノミネート |
| ゴールデングローブ賞 | 映画助演男優賞                              | クライヴ・レヴィル                        | ノミネート |
| ゴールデングローブ賞 | 脚本賞                                      | ビリー・ワイルダー、I・A・L・ダイアモンド | ノミネート |